# Hubay Gusztáv
Hubay Gusztáv, névváltozat: Hubai, született: Klinger Ferenc (Cegléd, 1825. január 27. – Budapest, 1908. március 9.) vidéki színész és színigazgató, honvédszázados.

## Élete és pályafutása
Klinger Ferenc és Doroghy Katalin fiaként született.
Mint szegénysorsú gyermek csak 5 osztályt végzett, majd cipésznek állt. 1839 decemberében Beke István színtársulatával Cegléden tartózkodott, ekkor Hubay mindössze 14 évesen beállt a színtársulathoz színésznek. Innen Csabay Pál, Pázmán Mihály, Szabó József, Bács Károly, majd Nyiry György társulatához szerződött.
Részt vett a szabadságharcban is, mint honvédtiszt. 1846-ban lépett be a honvédseregbe, és már 1848-ban hadnagyi rangot nyert a 63. honvéd zászlóaljnál. A szabadságharc leverése után hazaszökött és Cegléden folytatta a színészkedést, majd Nagyváradra ment Havi-Szabó egyesített társulatához.
A világosi fegyverletétel után elfogták, mint honvédszázadost bebörtönözték. Kiszabadulása után ismét színész lett Nagyváradon, Szabó Józsefnél.
1858-tól mint színigazgató működött többek között Győrben, Komáromban, Nagybányán, Kolozsváron, Brassóban, Nagyszebenben, Désen. 1862-ben dráma- és népszínmű társulatával Szegeden működött feleségével, a „finom lelkű” Hirschlinger Máriával, egy debreceni könyvkereskedő leányával együtt, aki a naivák avatott ábrázolója volt. 1864-ben Székelyudvarhelyt is felkereste társulatával.
1866. május 6-án vendégszerepelt a Nemzeti Színházban, Zsiga szerepében. Ebben az évben székesfehérvári tartózkodásukkor szökött Hubay társulata után az akkor még csak 16 éves Jászai Mari is, aki ott statisztaként szerepelt. 1870-ben Szatmárnémeti városában, „az 1848. évi márczius 20-án megnyitott első színházban” volt színházigazgató.
1872-ben Hubay Gusztáv és Sztupa Andor játszásra kért engedélyt Nyíregyházán nyári színkör felállítására. A terveiket két helybeli fakereskedő, Weinberger Bernát és Morgenstern Zsigmond valósította meg, és a színigazgató páros augusztus 3-án meg is kezdhette az előadásokat.
1889-ben ment nyugdíjba. 1890. május 16-án Újpesten a "Deborah"-ban tartotta 50 éves jubileumát. 1891. november 3-án színészkedésének 50. évfordulóját Szigethy József A falusiak című darabjával ünnepelte, melyben Óvári János szerepét játszotta.
6084. sz. Olvastatott a városi tanács előterjesztése Hubay Gusztáv újpesti lakos nyugdíjas színész és honvédszázadosnak segély iránti kérvénye tárgyában. Határozat: A kérelmet a képviselő testület nem teljesítheti, mert habár az 1848/9-iki honvédelmi harc életben maradt hőseiről a város lakossága és képviselő testülete mindenkor hálával emlékszik meg, mindazon által tekintve egyfelől mint színész 400 frt, és mint honvéd 312 frt, összesen tehát 712 frt évi nyugdíjat élvez, amely összeggel létfenntartása biztosítva van, más felől múlt évi silány termés következtében beállott válságos gazdasági helyzet a város 9/10-ed részben földmívelő lakosságára nézve most vált leginkább érezhetővé, midőn a téli keresethiány miatti tömeges segélyezések a város pénzügyeire legnagyobb súllyal nehezednek: mindezeket figyelembe véve a kérelemnek a városi képviselőtestület annál kevésbé adhatott helyet, mivel a folyamodó községi illetőségi kérdése tisztázva nincsen.
Budapesten, 1908. március 9-én halt meg 83 éves korában.

## Magánélete
Háromszor nősült. Első neje Szarvasi/Szarvassy (Hirschlinger) Mária/Irma, szendeszínésznő (Debrecen, 1839 – Pest, 1871. július 22.). Második neje Kocsis Eszter/Kovács Erzsébet (1845 k. – Miskolc, 1873. január 6.).
Harmadik felesége Rumpler Gizella (Turdossin, 1853. szeptember 13. – Újpest, 1929. március 14.), volt, akit 1873 elején Máramarosszigeten jegyzett el. Tanulmányait Máramarosszigeten végezte, ahol kedvet kapott a színészethez. Itt lépett színpadra 1873-ban, férje társulatában. Működött ezenkívül testvére, Simándy Zsigmond társulatában, valamint Szilágyi Béla és Rakodczay Pál igazgatóknál is. 1904-ben nyugalomba vonult.

## Működési adatai
A Magyar színházművészeti lexikon adatai szerint
1843: Csabay Pál, Demjén Mihály, Pázmán Mihály, Szabó József, id. Bács Károly, Nyíri György; 1849: Havi Mihály, Szabó József; 1851: Hetényi József; 1855–1856: Szabó József; 1875: Némethyné; 1886: Jakabffyné. 
Igazgatóként: 1857: Kecskemét, Pozsony, Eger; 1861: Győr; 1862: Szeged, Győr; 1863–1865: Nagybánya, Dés, Marosvásárhely, Brassó, Nagyszeben, Déva; 1865: Arad; 1866: Máramaros, Győr; 1867, 1869: Szabadka; 1870: Kecskemét; 1871–1872: Miskolc, Szatmár; 1873: Máramaros, Arad; 1874: Szeged; 1876: Nagybánya; 1877: Besztercebánya; 1878: Nyíregyháza; 1879: Losonc; 1880: Rimaszombat; 1881: Érmihályfalva; 1882: Nagykikinda; 1883: Dunaföldvár; 1885: Alsódabas, Szekszárd; 1887: Kunszentmárton; 1888: Szombathely; 1889: Trencsén; 1890: Szekszárd; 1891: Kőszeg.

## Fontosabb szerepei
- Bánk bán (Katona József);
- Edgar (William Shakespeare: Lear király);
- Feledi Gáspár (Tóth E.: A falu rossza);
- Zsiga (Szigligeti Ede: Cigány);
- Mukányi (Csiky Gergely).